# Harri Kirvesniemi
Harri Tapani Kirvesniemi (* 10. Mai 1958 in Mikkeli) ist ein ehemaliger finnischer Skilangläufer.
Er gewann in seiner Karriere insgesamt sechs olympische Bronzemedaillen, davon fünf mit der finnischen Staffel 1980 in Lake Placid, 1984 in Sarajevo, 1992 in Albertville, 1994 in Lillehammer und 1998 in Nagano. Außerdem belegte er den dritten Platz im 15-km-Rennen 1984 in Sarajevo.
Auch bei Weltmeisterschaften war er erfolgreich. 1989 in Lahti wurde er Weltmeister über 15 Kilometer im klassischen Stil. Bronzemedaillen gewann er 1982 über 15 km und 1985 über 30 km. Mit der finnischen Staffel wurde er dreimal Vizeweltmeister (1989, 1995, 1997) und gewann zwei Bronzemedaillen (1982 und 1991). Im Jahr 1998 wurde er mit der Holmenkollen-Medaille geehrt (seine Ehefrau hatte diese 1989 erhalten).
Sein Karriereende war vom Dopingskandal in der finnischen Mannschaft bei den Weltmeisterschaften 2001 in Lahti überschattet. Die finnische Staffel, die zunächst den ersten Platz erreicht hatte, wurde wegen Dopings mit dem Blutplasma-Expander HES disqualifiziert. Auch Harri Kirvesniemi gehörte zu den des Dopings überführten Mitgliedern dieser Staffel und er wurde für zwei Jahre gesperrt.
Er ist mit der ehemaligen finnischen Langläuferin Marja-Liisa Hämäläinen verheiratet. Harri Kirvesniemi ist einer von nur fünf Sportlern, die sechs olympische Bronzemedaillen gewinnen konnten. Die weiteren sind Heikki Savolainen, Alexei Nemov, Franziska van Almsick und Merlene Ottey.

## Weltcupsiege im Einzel
| Nr. | Datum            | Ort           | Disziplin                         |
| --- | ---------------- | ------------- | --------------------------------- |
| 1.  | 19. März 1982    | Štrbské Pleso | 15 km Individualstart             |
| 2.  | 10. Januar 1987  | Calgary       | 15 km klassisch Individualstart   |
| 3.  | 22. Februar 1989 | Lahti         | 15 km klassisch Individualstart 1 |
| 4.  | 12. März 1994    | Falun         | 30 km klassisch Individualstart   |
| 5.  | 14. Januar 1995  | Nové Město    | 15 km klassisch Individualstart   |
| 6.  | 11. März 2000    | Oslo          | 50 km klassisch Individualstart   |

## Weltcup-Gesamtplatzierungen
| Saison    | Gesamt | Gesamt | Langdistanz | Langdistanz | Sprint | Sprint |
| Saison    | Punkte | Platz  | Punkte      | Platz       | Punkte | Platz  |
| --------- | ------ | ------ | ----------- | ----------- | ------ | ------ |
| 1981/82   | 106    | 3.     | –           | –           | –      | –      |
| 1982/83   | 46     | 14.    | –           | –           | –      | –      |
| 1983/84   | 93     | 3.     | –           | –           | –      | –      |
| 1984/85   | 66     | 9.     | –           | –           | –      | –      |
| 1985/86   | 23     | 17.    | –           | –           | –      | –      |
| 1986/87   | 57     | 9.     | –           | –           | –      | –      |
| 1987/88   | 42     | 15.    | –           | –           | –      | –      |
| 1988/89   | 39     | 12.    | –           | –           | –      | –      |
| 1989/90   | 36     | 12.    | –           | –           | –      | –      |
| 1990/91   | 45     | 13.    | –           | –           | –      | –      |
| 1991/92   | 48     | 7.     | –           | –           | –      | –      |
| 1992/93   | 90     | 29.    | –           | –           | –      | –      |
| 1993/94   | 229    | 12.    | –           | –           | –      | –      |
| 1994/95   | 363    | 7.     | –           | –           | –      | –      |
| 1995/96   | 149    | 21.    | –           | –           | –      | –      |
| 1996/97   | 102    | 29.    | 20          | 35.         | 50     | 26.    |
| 1997/98   | 57     | 38.    | 21          | 37.         | 36     | 36.    |
| 1998/99   | 80     | 33.    | 34          | 30.         | 26     | 61.    |
| 1999/2000 | 297    | 14.    | 160 137     | 5. 18. 2    | –      | –      |
| 2000/01   | 67     | 57.    | –           | –           | –      | –      |